# Cvetan Todorov
Cvetan (o Tzvetan) Todorov (in bulgaro Цветан Тодоров?; Sofia, 1º marzo 1939 – Parigi, 7 febbraio 2017) è stato un filosofo e saggista bulgaro naturalizzato francese.

## Biografia
Dopo gli studi condotti in patria, nel 1963 ha lasciato la Bulgaria del regime comunista e si è trasferito a Parigi, dove ha studiato filosofia del linguaggio con Roland Barthes. Nel 1967-1968 ha insegnato alla Yale University ed è diventato ricercatore presso il Centre national de la recherche scientifique (CNRS) di Parigi. Dal 1983 al 1987 ha diretto il Centro di Ricerca sulle Arti e il Linguaggio (CRAL) di Parigi. Dopo i primi lavori di critica letteraria sulla poetica dei formalisti russi, si è occupato di filosofia del linguaggio, disciplina che Todorov concepisce come parte della semiotica. Dagli anni ottanta ha svolto ricerche di tipo filosofico-antropologico come La conquista dell'America (1984) e Noi e gli altri (1989).
Si è poi occupato del ruolo del singolo e della sua responsabilità nella storia. I suoi interessi storici si sono concentrati su temi cruciali come la conquista dell'America e i campi di concentramento nazisti e stalinisti. Ha pubblicato Le morali della storia (1991), Di fronte all'estremo (1992), una riflessione intensa sulle vittime dei lager e dei gulag, e Una tragedia vissuta (1995). Le altre sue opere comprendono una ricerca sulle ragioni della socialità dell'uomo, La vita comune (1995), Le jardin imparfait (1998), un saggio sui totalitarismi, Memoria del male, tentazione del bene (2000) e Il nuovo disordine mondiale (2003).
È stato visiting professor di numerose università, tra cui Harvard, Yale, Columbia e la Università della California - Berkeley. I suoi riconoscimenti comprendono la Medaglia di Bronzo del CNRS, il premio Charles Lévêque dell'Accademia Francese di Scienze Morali e Politiche, il primo premio Maugean dell'Académie Française e il Premio Nonino; è anche ufficiale dell'Ordine delle arti e delle lettere. Nel 2007 è stato vincitore del premio "Dialogo tra i continenti" assegnato dal Premio Grinzane Cavour. Nel 2010 è stato ospite al Salone del libro di Torino, ricevendo il Premio "Giuseppe Bonura" per la critica militante. Todorov è morto nel 2017 per atrofia multi-sistemica.

## Opere
Nell'elenco compaiono le edizioni italiane delle opere di Todorov:
- I formalisti russi. Teoria della letteratura e del metodo critico, Torino, Einaudi, 1968.
- La letteratura fantastica, Milano, Garzanti, 1977.
- Teorie del simbolo, Milano, Garzanti, 1984.
- La conquista dell'America. Il problema dell'altro, Torino, Einaudi, 1984. ISBN 88-06-57406-X.
- Critica della critica. Un romanzo di apprendistato, Torino, Einaudi, 1986. ISBN 88-06-59071-5.
- Simbolismo e interpretazione, Napoli, Guida, 1986. ISBN 88-7042-753-6.
- Una fragile felicità. Saggio su Rousseau, Bologna, Il Mulino, 1987. ISBN 88-15-01444-6.
- Racconti aztechi della conquista, testi scelti e presentati da e con Georges Baudot, Torino, Einaudi, 1988. ISBN 88-06-11395-X.
- Poetica della prosa, Roma-Napoli, Theoria, 1989. ISBN 88-241-0160-7.
- Michail Bachtin. Il principio dialogico, Torino, Einaudi, 1990. ISBN 88-06-11818-8.
- La deviazione dei lumi, Napoli, Tempi moderni, 1990.
- Noi e gli altri. La riflessione francese sulla diversità umana, Torino, Einaudi, 1991. ISBN 88-06-12590-7.
- Di fronte all'estremo, Milano, Garzanti, 1992. ISBN 88-11-59890-7.
- I generi del discorso, Scandicci, La Nuova Italia, 1993. ISBN 88-221-1234-2.
- Una tragedia vissuta. Scene di guerra civile, Milano, Garzanti, 1995. ISBN 88-11-59888-5.
- Le morali della storia, Torino, Einaudi, 1995. ISBN 88-06-13802-2.
- Gli abusi della memoria, Napoli, Ipermedium, 1996. ISBN 88-86908-06-7.
- L'uomo spaesato. I percorsi dell'appartenenza, Roma, Donzelli, 1997. ISBN 88-7989-318-1.
- La vita comune, Milano, Pratiche, 1998. ISBN 88-7380-430-6.
- Elogio del quotidiano. Saggio sulla pittura olandese del Seicento, con una nota critica di Ricardo de Mambro Santos, Sant'Oreste (Roma), Apeiron, 2000. ISBN 88-85978-23-1.
- Elogio dell'individuo. Saggio sulla pittura fiamminga del Rinascimento, con una nota critica di Ricardo de Mambro Santos, Sant'Oreste (Roma), Apeiron, 2001. ISBN 88-85978-34-7.
- Memoria del male, tentazione del bene. Inchiesta su un secolo tragico, Milano, Garzanti, 2001. ISBN 88-11-60020-0.
- Il nuovo disordine mondiale. Le riflessioni di un cittadino europeo, Milano, Garzanti, 2003. ISBN 88-11-60035-9.
- Benjamin Constant. La passione democratica, Roma, Donzelli, 2003. ISBN 88-7989-763-2.
- Lo spirito dell'illuminismo, Milano, Garzanti, 2007. ISBN 978-88-11-60066-4.
- La letteratura in pericolo, Milano, Garzanti, 2008. ISBN 978-88-11-60073-2.
- La paura dei barbari. Oltre lo scontro delle civiltà, Milano, Garzanti, 2009. ISBN 978-88-11-60087-9.
- La bellezza salverà il mondo. Wilde, Rilke, Cvetaeva, Milano, Garzanti, 2010. ISBN 978-88-11-60056-5.
- Una vita da passatore. Conversazione con Catherine Portevin, Palermo, Sellerio, 2010. ISBN 88-389-2517-8.
- I nemici intimi della democrazia, Milano, Garzanti, 2012. ISBN 978-88-11-60163-0.
- Gli altri vivono in noi, e noi viviamo in loro. Saggi 1983-2008, Milano, Garzanti, 2012. ISBN 978-88-11-60115-9.
- Goya, Milano, Garzanti, 2013. ISBN 978-88-11-68460-2.
- La pittura dei lumi. Da Watteau a Goya, Milano, Garzanti, 2014. ISBN 978-88-11-68811-2.
- Resistenti, Storie di donne e uomini che hanno lottato per la giustizia, Milano, Garzanti, 2016. ISBN 978-88-11-67089-6.
- L'arte nella tempesta. L'avventura di poeti, scrittori e pittori nella rivoluzione russa, collana Saggi, traduzione di E. Lana, Milano, Garzanti, 2017, ISBN 978-88-11-67374-3.
- I libri e la vita, collana Saggi, traduzione di Paolo Lucca, Milano, Garzanti, 2019, ISBN 978-88-111-4982-8.
- L'identità europea, collana I piccoli grandi libri, traduzione di Emanuele Lana, Milano, Garzanti, 2019, ISBN 978-88-11-60667-3.